# 荣耀4C
榮耀4C（英語：Honor 4C）是一款由华为生产的智能手机。它于2015年4月28日发布，支持第四代移动通信技术。